# Metrius contractus
Metrius contractus  (лат.) — вид жуков-жужелиц из подсемейства пауссин. Распространён в Канаде, где встречается только в городе Ванкувер, а также в США в штатах Калифорния и Орегон.
Жуки — бомбардиры, которые в случае опасности выпрыскивают из кончика брюшка жидкую смесь для отпугивания объектов потенциальной опасности.